# 城中区 (柳州市)
城中区（じょうちゅう-く）は中華人民共和国広西チワン族自治区柳州市に位置する市轄区。

## 行政区画
- 街道:城中街道、公園街道、中南街道、沿江街道、潭中街道、河東街道、静蘭街道